# 天理軽便鉄道
天理軽便鉄道（てんりけいべんてつどう）は奈良県生駒郡法隆寺村興留（国鉄法隆寺駅前）から山辺郡丹波市町川原城（天理市）を結ぶ鉄道路線を運営していた鉄道事業者である。天理教信者の旅客輸送を目的として建設されたが大阪電気軌道の路線延長に伴い買収され、現在路線の一部は、近畿日本鉄道天理線となっている。

## 路線データ
- 路線距離：9.01 km
- 軌間：762 mm[注釈 1]
- 複線区間：なし（全線単線）
- 電化区間：なし（全線非電化）
- 動力：蒸気

## 歴史
1911年（明治44年）の春から天理教ではのちに「大正普請」とよばれた本部神殿や教祖殿などの建築が始まり、信者達はその勤労作業のため天理教本部に向かうようになった。その行程は大阪湊町から奈良駅経由で丹波市駅（天理駅）まで2時間30分前後、運賃は51銭を必要としていた。そのため途中の法隆寺駅で下車して徒歩で天理教本部に向かう人も多かったという。
このような天理教の信者の旅客輸送を見込み、杉本久三郎他9名の発起による法隆寺駅前から山辺郡丹波市町川原城（天理市）にいたる軽便鉄道の敷設免許が1912年（明治45年）1月4日に下付された。そして11月27日に創立総会が開かれ、天理軽便鉄道株式会社（資本金25万円）が設立され、社長には戸尾善右衛門、専務には杉本が就任した。工事は1913年（大正2年）12月法隆寺側より始められ、土地の売却に反対する地主に対して土地収用審査会へ申立するなどの遅れはあったが、それも解決した。地形はおおむね平坦で富雄川と佐保川の架橋なども順調に工事が進み、1915年（大正4年）1月13日に竣工し、そして2月7日より運輸営業を開始した。そして同年11月27日に創立総会が開かれ、天理軽便鉄道株式会社（資本金25万円）が設立され、社長には戸尾善右衛門、専務には杉本が就任した。
開業時の成績であるが、1日平均旅客数は4、5月が467人、6月188人と目標を大きく下回ってしまった。その後旅客数は徐々に増加はしてきたが、小鉄道のため発展の余地は限られており、また、新法隆寺駅の乗車人員と降車人員に大きな差から見られることから、往路は天理軽便鉄道を利用し、復路は丹波市駅より奈良駅まで行き（奈良市を観光し）、乗り換えて関西本線で大阪湊町に行くか、1914年（大正3年）4月に開通した大阪電気軌道（大軌）により上本町駅へと行ったようである。1916年（大正5年）に社長の戸尾は退任し、軽便鉄道補助法に基づく政府補助金を受けながら営業を続けていた。
こうしたところ、大軌は西大寺駅（後の大和西大寺駅）から南進して橿原神宮に至る、畝傍線（うねびせん。現・近鉄橿原線）の計画を立てた。その路線は天理軽便鉄道の中間部を横断する形になり、経営に多大な影響を及ぼすことになる。そんなことから大軌に対し認可の条件として、天理軽便鉄道に対する補償または買収が義務づけられていた。こうして両者の間で交渉が続けられ、1920年（大正9年）10月2日、買収金額132,000円、従業員は大軌が引き継ぐこととして譲渡契約が結ばれた。そして10月29日の臨時株主総会で付議し可決された。譲渡申請は同年12月6日認可され、1921年（大正10年）1月1日より大阪電気軌道天理鉄道線となり、開業後6年に満たず天理軽便鉄道は解散した。

## 輸送・収支実績
| 年度            | 輸送人員（人） | 営業収入（円） | 営業費（円） | 営業益金（円） | 政府補助金（円） |
| --------------- | -------------- | -------------- | ------------ | -------------- | ---------------- |
| 1915（大正4）年 | 121,194        | 11,995         | 14,315       | ▲2,320         | 5,991            |
| 1916（大正5）年 | 199,154        | 16,863         | 19,824       | ▲2,961         | 10,919           |
| 1917（大正6）年 | 260,565        | 23,973         | 20,126       | 3,847          | 7,597            |
| 1918（大正7）年 | 304,975        | 25,393         | 31,054       | ▲5,695         | 12,101           |
| 1919（大正8）年 | 306,794        | 29,799         | 31,885       | ▲2,086         | 10,545           |
| 1920（大正9）年 | 402,563        | 54,021         | 51,837       | 2,184          | 5,670            |

1915年度は鉄道院年報、1916 - 1919年度は鉄道院鉄道統計資料、1920年度は鉄道省鉄道統計資料より

## 車両
蒸気機関車3両、客車10両、貨車10両（有蓋車5両、無蓋車5両）
- 蒸気機関車は、1914年独オーレンシュタイン・ウント・コッペル製（製造番号 7156 - 7158）、車軸配置0-4-0(B)形8.7トン級ウェルタンク機関車(1 - 3)。
- 木製ボギー客車-10両（定員42人）
関西車両製。車内はロングシートで室内灯は油灯でつり革をそなえていた。

## 運行状況
所要時間34分。約1時間おきに一日13往復が運転され、繁忙期には15往復に増便された。
時刻は国鉄法隆寺駅での接続を基準に設定されていたので、開業時には新法隆寺駅発23時台の列車があった。
天理には大阪湊町から法隆寺での乗換を含めても1時間40分ないし2時間で到着できた。

## 駅一覧
- 1917年（大正6年）3月31日現在[11]。
- 全駅奈良県に所在[11]。

| 駅名       | 駅間哩 | 営業哩 | 接続路線                     | 所在地 | 所在地   |
| ---------- | ------ | ------ | ---------------------------- | ------ | -------- |
| 新法隆寺駅 | -      | 0.0 M  | 鉄道院：関西本線（法隆寺駅） | 生駒郡 | 富郷村   |
| 安堵駅     | 1.1 M  | 1.1 M  |                              | 生駒郡 | 安堵村   |
| 額田部駅   | 1.4 M  | 2.5 M  |                              | 生駒郡 | 平端村   |
| 二階堂駅   | 1.0 M  | 3.5 M  |                              | 山辺郡 | 二階堂村 |
| 前栽駅     | 1.2 M  | 4.7 M  |                              | 山辺郡 | 二階堂村 |
| 天理駅     | 0.9 M  | 5.6 M  | 鉄道院：桜井線（丹波市駅）   | 山辺郡 | 丹波市町 |

新法隆寺駅に機関庫があり、二階堂駅で上下列車が列車交換していた。